# Premijer liga 2017./18.
Premijer liga 2017./18. je dvadeset i sedma sezona najvišeg ranga hrvatskog rukometnog prvenstva. Liga se igra u dva dijela: 

- 1. dio igra 10 klubova dvokružno (18 kola) te se na osnovu plasmana u ligi natječu u drugom dijelu prvenstva 

- drugi dio prvenstva je podijeljen u dva dijela:
- Ligu za prvaka - četiri prvoplasirane momčadi iz Lige 10 i hrvatski sudionici SEHA lige - PPD Zagreb i Nexe
- Ligu za ostanak - momčadi plasirane od 5. do 10. mjesta u Ligi 10

Naslov prvaka je obranila momčad Prvog plinarskog društva iz Zagreba.

## Sudionici
- Dubrava - Zagreb
- Gorica - Velika Gorica
- Karlovac - Karlovac
- Metalac - Zagreb
- Nexe - Našice *
- Poreč - Poreč
- PPD Zagreb - Zagreb *
- Sesvete - Sesvete
- Spačva - Vinkovci
- Umag - Umag
- Varaždin 1930 - Varaždin
- Zamet - Rijeka

 *  ne igraju prvi dio sezone, sudionici SEHA lige

## Ljestvice i rezultati

### Liga 10

#### Ljestvica
| mj. | klub          | ut. | pob. | neod. | por. | gol+ | gol- | bod | 2. dio sezone   |
| --- | ------------- | --- | ---- | ----- | ---- | ---- | ---- | --- | --------------- |
| 1.  | Dubrava       | 18  | 13   | 1     | 4    | 562  | 525  | 27  | Liga za prvaka  |
| 2.  | Varaždin 1930 | 18  | 11   | 1     | 6    | 519  | 478  | 23  | Liga za prvaka  |
| 3.  | Spačva        | 18  | 10   | 3     | 5    | 479  | 471  | 23  | Liga za prvaka  |
| 4.  | Poreč         | 18  | 11   | 1     | 6    | 435  | 427  | 23  | Liga za prvaka  |
| 5.  | Zamet         | 18  | 9    | 0     | 9    | 471  | 418  | 18  | Liga za ostanak |
| 6.  | Umag          | 18  | 8    | 0     | 10   | 470  | 463  | 16  | Liga za ostanak |
| 7.  | Gorica        | 18  | 7    | 1     | 10   | 502  | 505  | 15  | Liga za ostanak |
| 8.  | Sesvete       | 18  | 6    | 2     | 10   | 473  | 502  | 14  | Liga za ostanak |
| 9.  | Karlovac      | 18  | 6    | 0     | 12   | 484  | 501  | 12  | Liga za ostanak |
| 10. | Metalac       | 18  | 4    | 1     | 13   | 470  | 515  | 9   | Liga za ostanak |

#### Rezultati
Ažurirano 14. svibnja 2018. godine 
| 1. kolo                 | 1. kolo |
| ----------------------- | ------- |
| Metalac - Varaždin 1930 | 21:24   |
| Umag - Sesvete          | 34:28   |
| Spačva - Poreč          | 19:20   |
| Karlovac - Dubrava      | 35:31   |
| Gorica - Zamet          | 29:26   |

| 2. kolo               | 2. kolo |
| --------------------- | ------- |
| Varaždin 1930 - Zamet | 25:29   |
| Dubrava - Gorica      | 30:29   |
| Poreč - Karlovac      | 22:20   |
| Sesvete - Spačva      | 25:25   |
| Metalac- Umag         | 26:22   |

| 3. kolo              | 3. kolo |
| -------------------- | ------- |
| Umag - Varaždin 1930 | 16:19   |
| Karlovac - Sesvete   | 30:26   |
| Spačva - Metalac     | 28:27   |
| Gorica - Poreč       | 28:22   |
| Zamet - Dubrava      | 34:40   |

| 4. kolo                 | 4. kolo |
| ----------------------- | ------- |
| Varaždin 1930 - Dubrava | 34:29   |
| Poreč - Zamet           | 27:18   |
| Sesvete - Gorica        | 28:26   |
| Metalac - Karlovac      | 34:28   |
| Umag - Spačva           | 26:21   |

| 5. kolo                | 5. kolo |
| ---------------------- | ------- |
| Spačva - Varaždin 1930 | 30:29   |
| Karlovac - Umag        | 24:23   |
| Gorica - Metalac       | 37:27   |
| Zamet - Sesvete        | 23:27   |
| Dubrava - Poreč        | 29:23   |

| 6. kolo               | 6. kolo |
| --------------------- | ------- |
| Varaždin 1930 - Poreč | 24:24   |
| Sesvete - Dubrava     | 29:33   |
| Metalac - Zamet       | 24:29   |
| Umag - Gorica         | 26:18   |
| Spačva - Karlovac     | 27:26   |

| 7. kolo                  | 7. kolo |
| ------------------------ | ------- |
| Karlovac - Varaždin 1930 | 31:33   |
| Gorica - Spačva          | 31:31   |
| Zamet - Umag             | 27:30   |
| Dubrava - Metalac        | 31:30   |
| Poreč - Sesvete          | 31:26   |

| 8. kolo                 | 8. kolo |
| ----------------------- | ------- |
| Varaždin 1930 - Sesvete | 35:23   |
| Metalac - Poreč         | 25:29   |
| Umag - Dubrava          | 32:30   |
| Spačva - Zamet          | 22:17   |
| Karlovac - Gorica       | 24:23   |

| 9. kolo                | 9. kolo |
| ---------------------- | ------- |
| Gorica - Varaždin 1930 | 35:31   |
| Zamet - Karlovac       | 21:24   |
| Dubrava - Spačva       | 28:28   |
| Poreč - Umag           | 26:25   |
| Sesvete - Metalac      | 30:24   |

| 10. kolo                | 10. kolo |
| ----------------------- | -------- |
| Varaždin 1930 - Metalac | 27:30    |
| Sesvete - Umag          | 25:22    |
| Poreč - Spačva          | 29:21    |
| Dubrava - Karlovac      | 29:24    |
| Zamet - Gorica          | 29:24    |

| 11. kolo              | 11. kolo |
| --------------------- | -------- |
| Zamet - Varaždin 1930 | 19:27    |
| Gorica - Dubrava      | 34:35    |
| Karlovac - Poreč      | 29:20    |
| Spačva - Sesvete      | 29:24    |
| Umag - Metalac        | 31:22    |

| 12. kolo             | 12. kolo |
| -------------------- | -------- |
| Varaždin 1930 - Umag | 25:23    |
| Metalac - Spačva     | 24:26    |
| Sesvete - Karlovac   | 24:20    |
| Poreč - Gorica       | 24:14    |
| Dubrava - Zamet      | 34:27    |

| 13. kolo                | 13. kolo |
| ----------------------- | -------- |
| Dubrava - Varaždin 1930 | 28:26    |
| Zamet - Poreč           | 31:22    |
| Gorica - Sesvete        | 25:21    |
| Karlovac - Metalac      | 39:30    |
| Spačva - Umag           | 29:21    |

| 14. kolo               | 14. kolo |
| ---------------------- | -------- |
| Varaždin 1930 - Spačva | 31:26    |
| Umag - Karlovac        | 27:24    |
| Metalac - Gorica       | 32:29    |
| Sesvete - Zamet        | 28:29    |
| Poreč - Dubrava        | 19:24    |

| 15. kolo              | 15. kolo |
| --------------------- | -------- |
| Poreč - Varaždin 1930 | 18:23    |
| Dubrava - Sesvete     | 32:28    |
| Zamet - Metalac       | 20:18    |
| Gorica - Umag         | 30:25    |
| Karlovac - Spačva     | 26:27    |

| 16. kolo                 | 16. kolo |
| ------------------------ | -------- |
| Varaždin 1930 - Karlovac | 36:29    |
| Spačva - Gorica          | 32:27    |
| Umag - Zamet             | 33:29    |
| Metalac - Dubrava        | 24:31    |
| Sesvete - Poreč          | 20:25    |

| 17. kolo                | 17. kolo |
| ----------------------- | -------- |
| Sesvete - Varaždin 1930 | 36:34    |
| Poreč - Metalac         | 29:27    |
| Dubrava - Umag          | 35:30    |
| Zamet - Spačva          | 29:17    |
| Gorica - Karlovac       | 32:26    |

| 18. kolo               | 18. kolo |
| ---------------------- | -------- |
| Varaždin 1930 - Gorica | 36:31    |
| Karlovac - Zamet       | 25:26    |
| Spačva - Dubrava       | 29:33    |
| Umag - Poreč           | 24:25    |
| Metalac - Sesvete      | 25:25    |

### Liga za prvaka

#### Ljestvica
| mj. | klub          | ut. | pob. | neod. | por. | gol+ | gol- | bod |
| --- | ------------- | --- | ---- | ----- | ---- | ---- | ---- | --- |
| 1.  | PPD Zagreb    | 10  | 10   | 0     | 0    | 356  | 241  | 20  |
| 2.  | Nexe          | 10  | 6    | 0     | 4    | 277  | 246  | 12  |
| 3.  | Dubrava       | 10  | 6    | 0     | 4    | 285  | 292  | 12  |
| 4.  | Varaždin 1930 | 10  | 5    | 0     | 5    | 252  | 284  | 10  |
| 5.  | Poreč         | 10  | 3    | 0     | 7    | 220  | 257  | 6   |
| 6.  | Spačva        | 10  | 0    | 0     | 10   | 229  | 299  | 0   |

#### Rezultati
Ažurirano 12. lipnja 2018. godine 
| 1. kolo              | 1. kolo |
| -------------------- | ------- |
| Dubrava - Spačva     | 34:24   |
| PPD Zagreb - Poreč   | 26:22   |
| Varaždin 1930 - Nexe | 20:19   |

| 2. kolo               | 2. kolo |
| --------------------- | ------- |
| Spačva - Nexe         | 22:27   |
| Poreč - Varaždin 1930 | 21:23   |
| Dubrava - PPD Zagreb  | 24:42   |

| 3. kolo                 | 3. kolo |
| ----------------------- | ------- |
| PPD Zagreb - Spačva     | 39:24   |
| Varaždin 1930 - Dubrava | 32:27   |
| Nexe - Poreč            | 32:24   |

| 4. kolo                    | 4. kolo |
| -------------------------- | ------- |
| Spačva - Poreč             | 18:20   |
| Dubrava - Nexe             | 26:25   |
| PPD Zagreb - Varaždin 1930 | 42:25   |

| 5. kolo                | 5. kolo |
| ---------------------- | ------- |
| Varaždin 1930 - Spačva | 28:18   |
| Nexe - PPD Zagreb      | 23:30   |
| Poreč - Dubrava        | 26:23   |

| 6. kolo              | 6. kolo |
| -------------------- | ------- |
| Spačva - Dubrava     | 27:28   |
| Poreč - PPD Zagreb   | 23:30   |
| Nexe - Varaždin 1930 | 31:23   |

| 7. kolo               | 7. kolo |
| --------------------- | ------- |
| Nexe - Spačva         | 24:28   |
| Varaždin 1930 - Poreč | 22:18   |
| PPD Zagreb - Dubrava  | 38:28   |

| 8. kolo                 | 8. kolo |
| ----------------------- | ------- |
| Spačva - PPD Zagreb     | 18:35   |
| Dubrava - Varaždin 1930 | 32:25   |
| Poreč - Nexe            | 17:28   |

| 9. kolo                    | 9. kolo |
| -------------------------- | ------- |
| Poreč - Spačva             | 27:24   |
| Nexe - Dubrava             | 31:22   |
| Varaždin 1930 - PPD Zagreb | 27:40   |

| 10. kolo               | 10. kolo |
| ---------------------- | -------- |
| Spačva - Varaždin 1930 | 26:27    |
| PPD Zagreb - Nexe      | 34:27    |
| Dubrava - Poreč        | 31:22    |

### Liga za ostanak
U Ligu za ostanak su prenesene međusobne utakmice klubova iz Lige 10. 

#### Preneseni rezultati
| Početna ljestvica s prenesenim rezultatima iz Lige 10 | Početna ljestvica s prenesenim rezultatima iz Lige 10 | Početna ljestvica s prenesenim rezultatima iz Lige 10 | Početna ljestvica s prenesenim rezultatima iz Lige 10 | Početna ljestvica s prenesenim rezultatima iz Lige 10 | Početna ljestvica s prenesenim rezultatima iz Lige 10 | Početna ljestvica s prenesenim rezultatima iz Lige 10 | Početna ljestvica s prenesenim rezultatima iz Lige 10 | Početna ljestvica s prenesenim rezultatima iz Lige 10 |
| mj.                                                   | klub                                                  | ut.                                                   | pob.                                                  | neod.                                                 | por.                                                  | gol+                                                  | gol-                                                  | bod                                                   |
| ----------------------------------------------------- | ----------------------------------------------------- | ----------------------------------------------------- | ----------------------------------------------------- | ----------------------------------------------------- | ----------------------------------------------------- | ----------------------------------------------------- | ----------------------------------------------------- | ----------------------------------------------------- |
| 1.                                                    | Umag                                                  | 10                                                    | 6                                                     | 0                                                     | 4                                                     | 273                                                   | 253                                                   | 12                                                    |
| 2.                                                    | Zamet                                                 | 10                                                    | 6                                                     | 0                                                     | 4                                                     | 269                                                   | 262                                                   | 12                                                    |
| 3.                                                    | Sesvete                                               | 10                                                    | 5                                                     | 1                                                     | 4                                                     | 262                                                   | 258                                                   | 11                                                    |
| 4.                                                    | Gorica                                                | 10                                                    | 5                                                     | 0                                                     | 5                                                     | 273                                                   | 264                                                   | 10                                                    |
| 5.                                                    | Karlovac                                              | 10                                                    | 4                                                     | 0                                                     | 6                                                     | 264                                                   | 276                                                   | 8                                                     |
| 6.                                                    | Metalac                                               | 10                                                    | 3                                                     | 1                                                     | 6                                                     | 262                                                   | 290                                                   | 7                                                     |

| Rezultatska križaljka prenesenih rezultata iz Lige 10 | Rezultatska križaljka prenesenih rezultata iz Lige 10 | Rezultatska križaljka prenesenih rezultata iz Lige 10 | Rezultatska križaljka prenesenih rezultata iz Lige 10 | Rezultatska križaljka prenesenih rezultata iz Lige 10 | Rezultatska križaljka prenesenih rezultata iz Lige 10 | Rezultatska križaljka prenesenih rezultata iz Lige 10 | Rezultatska križaljka prenesenih rezultata iz Lige 10 |
| kratica                                               | klub                                                  | GOR                                                   | KAR                                                   | MET                                                   | SES                                                   | UMAG                                                  | ZAM                                                   |
| ----------------------------------------------------- | ----------------------------------------------------- | ----------------------------------------------------- | ----------------------------------------------------- | ----------------------------------------------------- | ----------------------------------------------------- | ----------------------------------------------------- | ----------------------------------------------------- |
| GOR                                                   | Gorica                                                |                                                       | 32:26                                                 | 37:27                                                 | 25:21                                                 | 30:25                                                 | 29:26                                                 |
| KAR                                                   | Karlovac                                              | 24:23                                                 |                                                       | 39:30                                                 | 30:26                                                 | 24:23                                                 | 25:26                                                 |
| MET                                                   | Metalac                                               | 32:29                                                 | 34:28                                                 |                                                       | 25:25                                                 | 26:22                                                 | 24:29                                                 |
| SES                                                   | Sesvete                                               | 28:26                                                 | 24:20                                                 | 30:24                                                 |                                                       | 25:22                                                 | 28:29                                                 |
| UMAG                                                  | Umag                                                  | 26:18                                                 | 27:24                                                 | 31:22                                                 | 34:28                                                 |                                                       | 33:29                                                 |
| ZAM                                                   | Zamet                                                 | 29:24                                                 | 31:24                                                 | 20:18                                                 | 23:27                                                 | 27:30                                                 |                                                       |

#### Ljestvica
| Ljestvica Lige za ostanak | Ljestvica Lige za ostanak | Ljestvica Lige za ostanak | Ljestvica Lige za ostanak | Ljestvica Lige za ostanak | Ljestvica Lige za ostanak | Ljestvica Lige za ostanak | Ljestvica Lige za ostanak | Ljestvica Lige za ostanak |     | Rezultati ostvareni u Ligi za ostanak | Rezultati ostvareni u Ligi za ostanak | Rezultati ostvareni u Ligi za ostanak | Rezultati ostvareni u Ligi za ostanak | Rezultati ostvareni u Ligi za ostanak | Rezultati ostvareni u Ligi za ostanak |
| mj.                       | klub                      | ut.                       | pob.                      | neod.                     | por.                      | gol+                      | gol-                      | bod                       | ut. | pob.                                  | neod.                                 | por.                                  | gol+                                  | gol-                                  |                                       |
| ------------------------- | ------------------------- | ------------------------- | ------------------------- | ------------------------- | ------------------------- | ------------------------- | ------------------------- | ------------------------- | --- | ------------------------------------- | ------------------------------------- | ------------------------------------- | ------------------------------------- | ------------------------------------- | ------------------------------------- |
| 1. (7.)                   | Zamet                     | 20                        | 12                        | 2                         | 6                         | 581                       | 542                       | 26                        | 10  | 6                                     | 2                                     | 2                                     | 312                                   | 280                                   |                                       |
| 2. (8.)                   | Umag                      | 20                        | 11                        | 3                         | 6                         | 574                       | 535                       | 25                        | 10  | 5                                     | 3                                     | 2                                     | 301                                   | 282                                   |                                       |
| 3. (9.)                   | Gorica                    | 20                        | 11                        | 0                         | 9                         | 580                       | 553                       | 22                        | 10  | 6                                     | 1                                     | 4                                     | 307                                   | 289                                   |                                       |
| 4. (10.)                  | Sesvete                   | 20                        | 10                        | 1                         | 9                         | 544                       | 541                       | 21                        | 10  | 5                                     | 0                                     | 5                                     | 282                                   | 283                                   |                                       |
| 5. (11.)                  | Karlovac                  | 20                        | 7                         | 2                         | 11                        | 548                       | 578                       | 16                        | 10  | 3                                     | 2                                     | 5                                     | 284                                   | 302                                   |                                       |
| 6. (12.)                  | Metalac                   | 20                        | 4                         | 2                         | 14                        | 540                       | 618                       | 10                        | 10  | 3                                     | 1                                     | 8                                     | 278                                   | 328                                   |                                       |

#### Rezultati
Ažurirano 12. lipnja 2018. godine 
| 1. kolo          | 1. kolo |
| ---------------- | ------- |
| Zamet - Metalac  | 34:29   |
| Umag - Karlovac  | 26:26   |
| Gorica - Sesvete | 27:24   |

| 2. kolo           | 2. kolo |
| ----------------- | ------- |
| Metalac - Sesvete | 23:25   |
| Karlovac - Gorica | 33:28   |
| Zamet - Umag      | 25:25   |

| 3. kolo            | 3. kolo |
| ------------------ | ------- |
| Gorica - Zamet     | 34:27   |
| Umag - Metalac     | 29:25   |
| Sesveze - Karlovac | 35:27   |

| 4. kolo            | 4. kolo |
| ------------------ | ------- |
| Metalac - Karlovac | 31:31   |
| Zamet - Sesvete    | 31:26   |
| Umag - Gorica      | 35:29   |

| 5. kolo          | 5. kolo |
| ---------------- | ------- |
| Gorica - Metalac | 35:26   |
| Sesvete - Umag   | 30:26   |
| Karlovac - Zamet | 30:25   |

| 6. kolo          | 6. kolo |
| ---------------- | ------- |
| Metalac - Zamet  | 24:28   |
| Karlovac - Umag  | 25:29   |
| Sesvete - Gorica | 24:28   |

| 7. kolo           | 7. kolo |
| ----------------- | ------- |
| Sesvete - Metalac | 40:26   |
| Gorica - Karlovac | 31:21   |
| Umag - Zamet      | 31:31   |

| 8. kolo            | 8. kolo |
| ------------------ | ------- |
| Metalac - Umag     | 29:37   |
| Zamet - Gorica     | 37:32   |
| Karlovac - Sesvete | 24:28   |

| 9. kolo            | 9. kolo |
| ------------------ | ------- |
| Karlovac - Metalac | 40:31   |
| Sesvete - Zamet    | 22:36   |
| Gorica - Umag      | 34:28   |

| 10. kolo         | 10. kolo |
| ---------------- | -------- |
| Metalac - Gorica | 34:29    |
| Umag - Sesvete   | 35:28    |
| Zamet - Karlovac | 38:27    |

## Poveznice
- hrs.hr
- hr-rukomet.hr
- 1. HRL 2017./18.
- 2. HRL 2017./18.
- 3. HRL 2017./18.
- 5. rang hrvatskog rukometnog prvenstva 2017./18.
- Hrvatski rukometni kup za muškarce 2017./18.
- SEHA Gazprom liga 2017./18.